# Wauri
Wauri ist eine Mancala-Variante, die auf Grand Cayman, einer zu Großbritannien gehörenden Karibikinsel, gespielt wird. Nach der Legende wurde Wauri von dem Piraten Blackbeard (1675?–1718) auf die Insel eingeführt, als er von einer Fahrt nach Westafrika zurückkehrte. Es wird berichtet, dass das Spiel jedes Mal ein beliebter Zeitvertreib von dem Schriftsteller Ernest Hemingway war, wenn er auf der Insel Urlaub machte. Die wertvollsten Holzbretter werden von einem Künstler gefertigt, dessen Spitzname Caribbean Charlie ist. Traditionell werden die Samen der Molukkenbohne (Caesalpinia bonduc und Caesalpinia major) zum Spielen verwendet.
Wauri wird heute von David Grogono gefördert. Er repräsentierte 1996 als Yachtkapitän und Mannschaftsmitglied in der Klasse Mistral Men die Kaimaninseln bei den Olympischen Spielen und ist nun Produktmanager von REALbasic. Im Jahr 2004 entwickelte er für das Spiel ein Freeware-Programm, das unter Linux, Macintosh und Windows läuft.
Das Spiel ähnelt Kalaha und Sungka.

## Spielregeln
Wauri wird auf einem Brett gespielt, das aus zwei mal sechs Spielmulden (pits) und zwei größeren Endmulden (end pits) besteht. In jeder Spielmulde liegen am Anfang der Partie je vier Samen. Jedem Spieler gehört eine Reihe.
| Store (0) |   | 4 | 4 | 4 | 4 | 4 | 4 | Store (0) |
| Store (0) | 4 | 4 | 4 | 4 | 4 | 4 |   | Store (0) |

In jedem Zug entleert ein Spieler eine seiner Mulden und verteilt ihren Inhalt einzeln entgegen dem Uhrzeigersinn. Dabei wird auch ein Samen in die eigene Endmulde gelegt, nicht jedoch in die des Gegners. Die symbolische Bedeutung ist, dass man eine Steuer bezahlen muss, wenn man ins gegnerische Gebiet eindringt, nicht jedoch, wenn man ins eigene Gebiet zurückkehrt.
Wenn der letzte Samen in die eigene Endmulde fällt, darf der Spieler gleich noch einmal ziehen.
Der Zug endet, wenn der letzte Samen in eine Spielmulde fällt. Es ist nicht erlaubt, auf den Zug zu verzichten.
Die Partie endet, wenn ein Spieler nicht mehr ziehen kann. Dieser Spieler gewinnt. Der Verlierer ist der Spieler, der am Ende der Partie noch Samen in seinen Mulden hat.

## Varianten
Es gewinnt, wer als erster keine Samen in seinen Mulden hat, auch wenn der Gegner ihm im nächsten Zug noch Samen zuspielen könnte.